# Fortaleza de Bzipi
La fortaleza de Bzipi (en georgiano: ბზიფის ციხე; en abjasio: Бзыԥтәи абаа) fue una construcción defensiva construida cerca de la costa caucásica del Mar Negro, localizada actualmente cerca del pueblo de Bzipi, distrito de Gagra (de iure parte de Georgia aunque de facto perteneciente a la autoproclamada República de Abjasia).
En el territorio de la fortaleza amurallada hay un templo de los siglos VIII-X, la iglesia de Bzipi, y los restos de otros edificios. El muro constaba de torres, contrafuertes y puertas. En cuanto a la iglesia, tiene una cúpula cruzada, en el interior la cúpula descansa sobre cuatro pilares independientes y en el este tiene ábsides a dos aguas. Además las fachadas están decoradas.
La fortaleza recibió la categoría de verdadero monumento cultural de importancia nacional por decreto del presidente de Georgia en 2006.